# Associazione Calcio Riunite Messina 1986-1987
Questa voce raccoglie le informazioni riguardanti l'Associazione Calcio Riunite Messina nelle competizioni ufficiali della stagione 1986-1987.

## Stagione
Nella stagione 1986-1987 il Messina riassapora il gusto del campionato cadetto, dopo una lunga assenza durata diciannove anni. La squadra giallorossa, dopo la bella cavalcata della precedente stagione, è sempre affidata al professor Franco Scoglio. Perso Franco Caccia, squalificato in estate a seguito dell'inchiesta sul calcioscommesse, il Messina si rinforza con i centrocampisti Gobbo e Mossini, reduci dalla promozione in serie A col Brescia. 
I giallorossi disputarono uno stupendo girone di andata, chiuso con 23 punti al 3º posto in classifica in piena zona promozione, ed un girone di ritorno molto più modesto, che comunque permise al Messina di chiudere il torneo con un onorevole settimo posto a quota 40, a soli tre punti dalla zona promozione. In quella stagione il Messina per tutto il campionato occupò i primissimi posti della classifica e fu capolista solitaria sia alla 10ª giornata del girone di andata, sia alla 4ª e alla 5ª giornata del girone di ritorno. Successivamente la squadra ebbe un calo, perdendo la vetta della classifica ma riuscendo comunque a mantenersi nei primi posti. Furono determinanti per la mancata promozione le ultime sei partite, in cui il Messina, nonostante il calendario favorevole, racimolò soltanto quattro punti, frutto di altrettanto pareggi interni. La decisiva sconfitta nello scontro diretto di Lecce alla penultima giornata tolse definitivamente le ultime speranze di promozione. 
La squadra ebbe la seconda miglior difesa del torneo, ma anche il secondo peggior attacco. I giallorossi quell'anno faticarono ad andare in gol su azione manovrata e quasi tutti i gol vennero sugli sviluppi di calci da fermo, le cosiddette "palle inattive" teorizzate dal Professore Scoglio. Infatti il miglior marcatore stagionale del Messina fu un difensore, il terzino destro Nicolò Napoli, autore di 6 centri in campionato e 1 in Coppa Italia, abile a sfruttare gli schemi del tecnico in quelle situazioni.
Nella Coppa Italia il Messina disputa, prima del campionato, il sesto girone di qualificazione, che promuove agli ottavi di finale l'Atalanta ed il Brescia; la squadra peloritana ottiene un pari e due vittorie che non bastano al passaggio del turno.

## Divise e sponsor
Lo sponsor tecnico per la stagione 1986-1987 fu Adidas, mentre lo sponsor ufficiale fu Porte Imic.
| Casa | Trasferta | Terza divisa |

## Rosa
| N. |                   | Ruolo | Calciatore              |
| -- | ----------------- | ----- | ----------------------- |
|    | Italia (bandiera) | P     | Pierantonio Bosaglia    |
|    | Italia (bandiera) | P     | Franco Paleari          |
|    | Italia (bandiera) | P     | Gianni Marco Sansonetti |
|    | Italia (bandiera) | D     | Franco Falcetta         |
|    | Italia (bandiera) | D     | Carmelo Mancuso         |
|    | Italia (bandiera) | D     | Romolo Rossi            |
|    | Italia (bandiera) | D     | Antonio Bellopede       |
|    | Italia (bandiera) | D     | Nicolò Napoli           |
|    | Italia (bandiera) | D     | Attilio Papis           |
|    | Italia (bandiera) | D     | Paolo Petitti           |
|    | Italia (bandiera) | C     | Onofrio Barone          |

| N. |                   | Ruolo | Calciatore          |
| -- | ----------------- | ----- | ------------------- |
|    | Italia (bandiera) | C     | Luciano Orati       |
|    | Italia (bandiera) | C     | Giuseppe Catalano   |
|    | Italia (bandiera) | C     | Enrico Venditelli   |
|    | Italia (bandiera) | C     | Renzo Gobbo         |
|    | Italia (bandiera) | C     | Lorenzo Mossini     |
|    | Italia (bandiera) | C     | Antonio Talevi      |
|    | Italia (bandiera) | A     | Fabrizio Del Rosso  |
|    | Italia (bandiera) | A     | Giorgio Lunerti     |
|    | Italia (bandiera) | A     | Salvatore Schillaci |
|    | Italia (bandiera) | A     | Alberto Diodicibus  |

## Risultati

### Serie B

#### Girone di andata
| Messina 14 settembre 1986 1ª giornata | Messina          | 0 – 0 | Bari | Stadio Giovanni Celeste\| Arbitro: \| D'Elia (Salerno) \| |
| Arbitro:                              | D'Elia (Salerno) |       |      |                                                           |

| Arbitro: | Frigerio (Milano) |

|  |           |           |
|  | Marcatori | 80’ Gobbo |

| Arbitro: | Nicchi (Arezzo) |

|                                  |           |  |
| Vignoli 23’ (aut.) Bellopede 69’ | Marcatori |  |

| Arbitro: | Tuveri (Cagliari) |

|              |           |            |
| Maiellaro 2’ | Marcatori | 10’ Napoli |

| Arbitro: | Testa (Prato) |

|                |           |  |
| Bortolazzi 30’ | Marcatori |  |

| Arbitro: | Pucci (Firenze) |

|                                 |           |              |
| Orati 2’ Catalano 12’ Papis 64’ | Marcatori | 69’ Simonini |

| Arbitro: | Vecchiatini (Bologna) |

|              |           |              |
| Ugolotti 49’ | Marcatori | 71’ R. Rossi |

| Arbitro: | Agnolin (Bassano del Grappa) |

|           |           |  |
| Orati 59’ | Marcatori |  |

| Arbitro: | Longhi (Roma) |

|                           |           |             |
| Venditelli 16’ Napoli 58’ | Marcatori | 73’ Marulla |

| Arbitro: | Magni (Bergamo) |

|              |           |                |
| Marronaro 4’ | Marcatori | 66’ Diodicibus |

| Arbitro: | Pieri (Genova) |

|              |           |                |
| Catalano 80’ | Marcatori | 78’ Bernazzani |

| Arbitro: | Bergamo (Livorno) |

|             |           |              |
| Cinello 53’ | Marcatori | 14’ Catalano |

| Messina 7 dicembre 1986 13ª giornata | Messina       | 0 – 0 | Modena | Stadio Giovanni Celeste\| Arbitro: \| Testa (Prato) \| |
| Arbitro:                             | Testa (Prato) |       |        |                                                        |

| Arbitro: | Paparesta (Bari) |

|              |           |  |
| Sorbello 21’ | Marcatori |  |

| Arbitro: | Boschi (Parma) |

|              |           |              |
| Rebonato 12’ | Marcatori | 74’ R. Rossi |

| Arbitro: | Vecchiatini (Bologna) |

|               |           |  |
| Schillaci 40’ | Marcatori |  |

| Arbitro: | Longhi (Roma) |

|            |           |  |
| Rondon 50’ | Marcatori |  |

| Arbitro: | Agnolin (Bassano del Grappa) |

|           |           |  |
| Orati 34’ | Marcatori |  |

| Campobasso 25 gennaio 1987 19ª giornata | Campobasso     | 0 – 0 | Messina | Stadio Giovanni Romagnoli\| Arbitro: \| Luci (Firenze) \| |
| Arbitro:                                | Luci (Firenze) |       |         |                                                           |

#### Girone di ritorno
| Arbitro: | D'Elia (Salerno) |

|               |           |  |
| De Trizio 51’ | Marcatori |  |

| Arbitro: | Pairetto (Torino) |

|                              |           |  |
| S. Schillaci 43’ Mossini 83’ | Marcatori |  |

| Cagliari 1º marzo 1987 22ª giornata | Cagliari        | 0 – 0 | Messina | Stadio Sant'Elia\| Arbitro: \| Magni (Bergamo) \| |
| Arbitro:                            | Magni (Bergamo) |       |         |                                                   |

| Arbitro: | Vecchiatini (Bologna) |

|                          |           |            |
| Mossini 38’ Catalano 90’ | Marcatori | 88’ Biondo |

| Arbitro: | Baldi (Roma) |

|             |           |                |
| Catalano 2’ | Marcatori | 1’ D. Fontolan |

| Arbitro: | Paparesta (Bari) |

|                        |           |  |
| Bordin 36’ Sanguin 87’ | Marcatori |  |

| Arbitro: | Tarallo (Como) |

|            |           |  |
| Napoli 30’ | Marcatori |  |

| Arbitro: | Baldas (Trieste) |

|             |           |  |
| Chiorri 62’ | Marcatori |  |

| Arbitro: | Magni (Bergamo) |

|                      |           |  |
| Bellopede 13’ (aut.) | Marcatori |  |

| Arbitro: | Baldi (Roma) |

|            |           |  |
| Napoli 83’ | Marcatori |  |

| Arbitro: | Pairetto (Torino) |

|                                              |           |           |
| Sclosa 29’ (rig.) Cecconi 62’ Piovanelli 81’ | Marcatori | 46’ Orati |

| Arbitro: | Tuveri (Cagliari) |

|            |           |  |
| Napoli 71’ | Marcatori |  |

| Arbitro: | Luci (Firenze) |

|            |           |           |
| Longhi 38’ | Marcatori | 87’ Gobbo |

| Arbitro: | Sguizzato (Verona) |

|            |           |             |
| Napoli 87’ | Marcatori | 40’ Allievi |

| Messina 24 maggio 1987 34ª giornata | Messina          | 0 – 0 | Pescara | Stadio Giovanni Celeste\| Arbitro: \| Casarin (Milano) \| |
| Arbitro:                            | Casarin (Milano) |       |         |                                                           |

| Arbitro: | Bergamo (Livorno) |

|                           |           |  |
| Di Nicola 21’ Turrini 33’ | Marcatori |  |

| Arbitro: | Pairetto (Torino) |

|                 |           |                 |
| S. Schillaci 6’ | Marcatori | 70’ E. Nicolini |

| Arbitro: | D'Elia (Salerno) |

|                         |           |  |
| Panero 55’ Paciocco 81’ | Marcatori |  |

| Messina 21 giugno 1987 38ª giornata | Messina       | 0 – 0 | Campobasso | Stadio Giovanni Celeste\| Arbitro: \| Redini (Pisa) \| |
| Arbitro:                            | Redini (Pisa) |       |            |                                                        |

### Coppa Italia

#### Primo turno
| Arbitro: | Gava (Conegliano) |

|                |           |  |
| De Giorgis 17’ | Marcatori |  |

| Arbitro: | Scalise (Bologna) |

|                                 |           |  |
| Cambiaghi 15’ Napoli 60’ (aut.) | Marcatori |  |

| Arbitro: | Vecchiatini (Bologna) |

|            |           |  |
| Napoli 37’ | Marcatori |  |

| Arbitro: | Boschi (Parma) |

|                                      |           |                                         |
| Orati 18’ Gobbo 51’ S. Schillaci 63’ | Marcatori | 57’ Magrin 64’ Cantarutti 69’ Strömberg |

| Arbitro: | Luci (Firenze) |

|                            |           |                 |
| S. Schillaci 64’ Gobbo 87’ | Marcatori | 80’ Spallarossa |

## Statistiche

### Statistiche di squadra
| Competizione | Punti | In casa | In casa | In casa | In casa | In casa | In casa | In trasferta | In trasferta | In trasferta | In trasferta | In trasferta | In trasferta | Totale | Totale | Totale | Totale | Totale | Totale | DR |
| Competizione | Punti | G       | V       | N       | P       | Gf      | Gs      | G            | V            | N            | P            | Gf           | Gs           | G      | V      | N      | P      | Gf     | Gs     | DR |
| ------------ | ----- | ------- | ------- | ------- | ------- | ------- | ------- | ------------ | ------------ | ------------ | ------------ | ------------ | ------------ | ------ | ------ | ------ | ------ | ------ | ------ | -- |
| Serie B      | 40    | 19      | 11      | 8       | 0       | 21      | 7       | 19           | 1            | 8            | 10           | 8            | 21           | 38     | 12     | 16     | 10     | 29     | 28     | +1 |
| Coppa Italia | 5     | 3       | 2       | 1       | 0       | 6       | 4       | 2            | 0            | 0            | 2            | 0            | 3            | 5      | 2      | 1      | 2      | 6      | 7      | -1 |
| Totale       |       | 22      | 13      | 9       | 0       | 27      | 11      | 21           | 1            | 8            | 12           | 8            | 24           | 43     | 14     | 17     | 12     | 35     | 35     | 0  |

### Statistiche dei giocatori
| Giocatore      | Serie B  | Serie B | Serie B     | Serie B    | Coppa Italia | Coppa Italia | Coppa Italia | Coppa Italia | Totale   | Totale | Totale      | Totale     |
| Giocatore      | Presenze | Reti    | Ammonizioni | Espulsioni | Presenze     | Reti         | Ammonizioni  | Espulsioni   | Presenze | Reti   | Ammonizioni | Espulsioni |
| -------------- | -------- | ------- | ----------- | ---------- | ------------ | ------------ | ------------ | ------------ | -------- | ------ | ----------- | ---------- |
| A. Bellopede   | 30       | 1       | ?           | ?          | 2            | 0            | ?            | ?            | 32       | 1      | ?           | ?          |
| S. Bongiovanni | 1        | 0       | ?           | ?          | -            | -            | -            | -            | 1        | 0      | 0+          | 0+         |
| P. Bosaglia    | 6        | 0       | ?           | ?          | 2            | -3           | ?            | ?            | 8        | -3     | ?           | ?          |
| G. Catalano    | 37       | 5       | ?           | ?          | 5            | 0            | ?            | ?            | 42       | 5      | ?           | ?          |
| F. Del Rosso   | 8        | 0       | ?           | ?          | -            | -            | -            | -            | 8        | 0      | 0+          | 0+         |
| A. Diodicibus  | 18       | 1       | ?           | ?          | 5            | 0            | ?            | ?            | 23       | 1      | ?           | ?          |
| F. Falcetta    | 2        | 0       | ?           | ?          | -            | -            | -            | -            | 2        | 0      | 0+          | 0+         |
| F. Frascella   | -        | -       | -           | -          | 1            | 0            | ?            | ?            | 1        | 0      | 0+          | 0+         |
| A. Gespi       | -        | -       | -           | -          | 1            | 0            | ?            | ?            | 1        | 0      | 0+          | 0+         |
| R. Gobbo       | 36       | 2       | ?           | ?          | 5            | 2            | ?            | ?            | 41       | 4      | ?           | ?          |
| G. Lunerti     | 1        | 0       | ?           | ?          | -            | -            | -            | -            | 1        | 0      | 0+          | 0+         |
| C. Mancuso     | 25       | 0       | ?           | ?          | 5            | 0            | ?            | ?            | 30       | 0      | ?           | ?          |
| L. Mossini     | 37       | 2       | ?           | ?          | -            | -            | -            | -            | 37       | 2      | 0+          | 0+         |
| N. Napoli      | 36       | 6       | ?           | ?          | 5            | 1            | ?            | ?            | 41       | 7      | ?           | ?          |
| L. Orati       | 37       | 4       | ?           | ?          | 4            | 1            | ?            | ?            | 41       | 5      | ?           | ?          |
| F. Paleari     | 31       | -24     | ?           | ?          | ?            | ?            | ?            | ?            | 31+      | -24+   | ?           | ?          |
| A. Papis       | 14       | 1       | ?           | ?          | 3            | 0            | ?            | ?            | 17       | 1      | ?           | ?          |
| P. Petitti     | 26       | 0       | ?           | ?          | 5            | 0            | ?            | ?            | 31       | 0      | ?           | ?          |
| R. Rossi       | 36       | 2       | ?           | ?          | 5            | 0            | ?            | ?            | 41       | 2      | ?           | ?          |
| G. Sansonetti  | 1        | 0       | ?           | ?          | 3            | -4           | ?            | ?            | 4        | -4     | ?           | ?          |
| M. Scarsella   | -        | -       | -           | -          | 5            | 0            | ?            | ?            | 5        | 0      | 0+          | 0+         |
| S. Schillaci   | 33       | 3       | ?           | ?          | 3            | 2            | ?            | ?            | 36       | 5      | ?           | ?          |
| A. Talevi      | 6        | 0       | ?           | ?          | 5            | 0            | ?            | ?            | 11       | 0      | ?           | ?          |
| L. Torregrossa | 1        | 0       | ?           | ?          | -            | -            | -            | -            | 1        | 0      | 0+          | 0+         |
| E. Venditelli  | 36       | 1       | ?           | ?          | 5            | 0            | ?            | ?            | 41       | 1      | ?           | ?          |